# Kjell Bergqvist
Kjell Bertil Leonard Bergqvist (Stockholm, 23 februari 1953) is een Zweeds acteur.
In 1973 studeerde Bergqvist af aan de Dramatens elevskola. In de jaren 90 speelde hij in verscheidene politiefilms de rol van Lennart Kollberg, de beste vriend en collega van inspecteur Martin Beck. In 2001 kreeg hij een Guldbagge voor zijn rol als Yngve Johansson in Den bästa sommaren en in 2002 was hij genomineerd voor zijn hoofdrol in Leva livet. In 2010 en 2014 werd Bergqvist wederom genomineerd voor een Guldbagge: in de categorie 'Beste mannelijke bijrol'. De nominatie uit 2010, voor zijn rol als Jonny in Bröllopsfotografen, werd verzilverd.
In 2025 ontving Bergqvist de Zweedse culturele onderscheiding Litteris et Artibus.

## Filmografie (selectie)
- 1979 – Doctor Snuggles – Krikkety Krak (stem)
- 1993 – Roseanna – Lennart Kollberg
- 2000 – De beste zomer (origineel Den bästa sommaren) – Yngve Johansson
- 2000 – Chicken Run – Rocky (stem)
- 2001 – Days Like This (origineel Leva livet) – Leif
- 2001 – Spy Kids – Gregorio Cortez (stem)
- 2003 – Evil (origineel Ondskan) – advocaat Ekengren
- 2003 – Slim Susie (origineel Smala Sussie) – Billy Davidsson
- 2004 – Drowning Ghost (origineel Strandvaskaren) – Peder Weine
- 2005 – God Save the King (origineel Tjenare kungen) – Lundström
- 2009 – The Wedding Photographer (origineel Bröllopsfotografen) – Jonny Björk
- 2009 – Morden – Cege Ljung
- 2013 – Waltz for Monica (origineel Monica Z) – Monica's vader Bengt
- 2016 – Springvloed (origineel Springfloden) – Tom Stilton
- 2020 – Bäckström – Evert Bäckström